# Vodice pri Kalobju
Vodice pri Kalobju is een plaats in Slovenië en maakt deel uit van de gemeente Šentjur in de NUTS-3-regio Savinjska. De plaats telde 68 inwoners op 1 januari 2020.